# Skrzynia wspomnień
Skrzynia wspomnień – powieść holenderskiej pisarki Helli S. Haasse z 2002 r. 
Powieść ujęta jest w formę wspomnień, w których narratorka – Herma Warner – wraca do lat swej młodości, przypadającej na ostatnie lata istnienia Holenderskich Indii Wschodnich oraz pierwsze lata istnienia niepodległej Indonezji. Pretekstem do powrotu w lata dzieciństwa i młodości jest listowna prośba Barta Moorlanda, dziennikarza, który zaangażowany jest w projekt poświęcony postaciom zachodnich działaczy walczących o prawa człowieka w Azji Południowo-Wschodniej. Moorland prosi w swym liście o wszelkie informacje na temat Mili Wychinskiej, która w latach sześćdziesiątych i siedemdziesiątych uczestniczyła w rozmowach między organizacjami międzynarodowymi a przedstawicielami Malezji i Indonezji. Narratorka, będąc znajomą Mili Wychinskiej, wspomina ją, próbuje nakreślić jej portret, oraz umiejscowić w czasie spotkania z nią przy różnych okazjach. Osadza przy tym sprawy osobiste, rozmowy, postacie i wydarzenia w szerszym kontekście historyczno-kulturowym, dostrzegając z perspektywy czasu zjawiska, które były dla niej niegdyś niezrozumiałe. Do zjawisk tych należy m.in. rozwarstwienie kulturalne społeczeństwa indonezyjskiego w latach poprzedzających proklamację niepodległości, rosnące aspiracje polityczne Indonezyjczyków oraz postępujący proces wyobcowania dotychczasowej elity kolonialnej. Tytułowa „skrzynia wspomnień” to skrzynia, zawierająca dokumenty, listy, zdjęcia z okresu, który narratorka usiłuje w swej pamięci uporządkować i opisać. Niestety, nie posiadając do niej klucza, który gdzieś zaginął, nie może tej skrzyni otworzyć.
Powieść została przełożona na język polski przez Alicję Oczko i ukazała się nakładem wydawnictwa Noir Sur Blanc w 2011 r.